# Saint-Vallerin
Saint-Vallerin är en kommun i departementet Saône-et-Loire i regionen Bourgogne-Franche-Comté i östra Frankrike. Kommunen ligger i kantonen Buxy som tillhör arrondissementet Chalon-sur-Saône. År 2022 hade Saint-Vallerin 252 invånare.

## Befolkningsutveckling
Antalet invånare i kommunen Saint-Vallerin
| Referens: INSEE |